# 221e division de sécurisation
 (31 octobre 2024).
Pour les articles homonymes, voir 221e division.
La 221e division de sécurisation (en allemand : 221. Sicherungs-Division ou 221. SD), était une unité des Sicherungstruppen (« troupes de sécurisation » en français) de la Heer au sein de la Wehrmacht.

## Historique
La 221. Sicherungs-Division est formée le 15 mars 1941 à partir d'éléments de la 221. Infanterie-Division à Breslau dans la Wehrkreis VIII.
Elle sert derrière les lignes de front du secteur Centre du front de l'Est jusqu'à la retraite de Moscou où elle est envoyée sur le front et, à l'exception de quelques mois au début de l'année 1944, elle y reste jusqu'à sa dissolution en juillet 1944, après avoir subi de très lourdes pertes près de Minsk.

## Organisation

### Commandants
| Date                             | Grade           | Commandant                 |
| -------------------------------- | --------------- | -------------------------- |
| 15 mars 1941 - 5 juillet 1942    | Generalleutnant | Johann Pflugbeil           |
| 5 juillet 1942 - 1er août 1943   | Generalleutnant | Hubert Lendle              |
| 1er août 1943 - 5 septembre 1943 | Generalmajor    | Karl Böttger               |
| 5 septembre 1943 - ? mars 1944   | Generalleutnant | Hubert Lendle              |
| ? mars 1944 - ? juillet 1944     | Generalleutnant | Bogislav von Schwerin (nl) |

### Officiers d'opérations (Ia)
| Date                             | Grade          | Commandant               |
| -------------------------------- | -------------- | ------------------------ |
| 1er avril 1941 - 4 novembre 1941 | Hauptmann      | Karl Hübner              |
| Février 1942 - Juin 1942         | Major          | Richard Benke            |
| Juillet 1942 - Septembre 1943    | Oberstleutnant | Helmuth Kreidel          |
| 10 décembre 1943 - ?             | Major          | Fürst zu Castell-Castell |

## Théâtres d'opérations
- Allemagne : Mars 1941 - juin 1941
- Front de l'Est secteur Centre : Juin 1941 - juillet 1944

## Ordre de bataille
- Infanterie-Regiment 350 renforcé
- I./Polizei-Regiment 8
- I./Artillerie-Regiment 221
- Wach-Bataillon 701
- Divisions-Nachrichten-Abteilung 824
- 1. Reiter-Hundertschaft 221
- 2. Reiter-Hundertschaft 221
- Landesschützen-Regimentsstab 45
- Versorgungseinheiten 221

## Décorations
Des membres de cette division ont été récompensés à titre personnel pour leurs faits de guerre :
- Croix allemande
  - en or : 9
- Agrafe de la liste d'honneur
  - 1